# Elymus praeruptus
Elymus praeruptus är en gräsart som beskrevs av Nikolai Nikolaievich Tzvelev. Elymus praeruptus ingår i släktet elmar, och familjen gräs. Inga underarter finns listade i Catalogue of Life.